# Can Buxó (Ripollet)
Can Buxó és un edific a Ripollet (Vallès Occidental) catalogat a l'Inventari del Patrimoni Arquitectònic de Catalunya.

## Arquitectura
Construcció constituïda per tres cossos ben diferenciats. A mà dreta hi ha una torre de planta quadrada que surt de la línia de la façana i confereix un aspecte fortificat a l'edifici; consta de planta baixa, primer pis i golfes. L'obertura del pis és un balcó de finestra rectangular amb pedres d'emmarcament i motllurades a d'intradós. Al registre de les golfes hi ha una galeria oberta de tres arcs de mig punt sobre pilastres amb motllures a la línia d'imposta. La coberta és de teula àrab a quatre vessants i voladís amb decoració de teules i cairons.

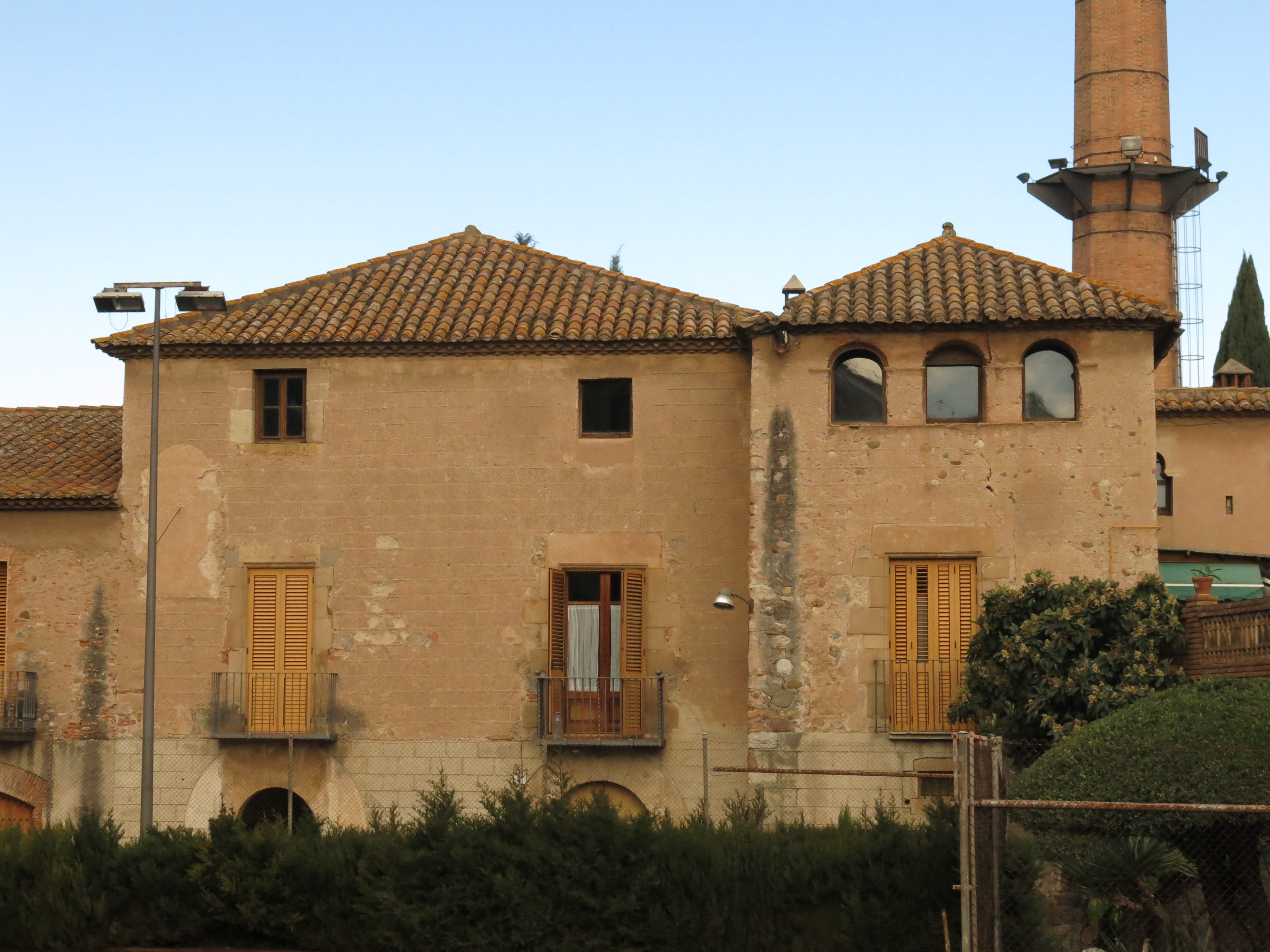
Detall dels cossos central i dret

El cos central i principal manté la mateixa compartimentació. La planta baixa té dos portals d'arc de mig punt, el de la dreta, amb reixa de ferro i dovelles, és l'actual oratori. Aquest oratori està datat del 1946 i la reixa de ferro forjat i molt ornamentat es pot deduir que sigui de la mateixa època. El cos de la reixa és rectangular i està format per dues fulles. Cada una consta de quatre barres verticals en tirabuixó que acaben a l'extrem superior cargolats en espiral. Horitzontalment té un registre inferior i un altre que divideix la porta en dues meitats iguals. A l'interior presenta una decoració d'elements ovalats. La part superior de la reixa té un acabament amb combinació de línies rectes per acabar en un element semicircular central. Tot el conjunt es troba ressaltat per l'emmarcament d'una gran porta d'arc rodó de mig punt dovellat.
Al primer pis hi ha dos balcons rectangulars amb pedres als marcs i motllures a d'intradós. Els dos presenten baranes de ferro, però el de la dreta està més decorat amb formes en tirabuixó i boles. Al nivell de les golfes, finestres hi ha més petites.
Situat a l'esquerra es troba un cos més baix de tres balcons al nivell del primer pis i portals d'arc escarser. Les cobertes són de teula àrabs amb ràfec en voladís i decoració de teules i cairons. Parament arrebossat amb dibuix de carreus, dessota còdols. Existeixen les restes d'un rellotge de sol.

## Història
No se sap si la persona responsable de la construcció de la casa pertanyia a la família Llobateres, però el fet és que aquesta família és la primera de la qual es té notícia com a propietaris de d'immoble, justament en un document que els reconeix com a venedors d'aquesta propietat a un tal Miquel Puig. Després de restar durant tres generacions a mans dels Puig, va ser adquirit el 1712 per un prohom de Barcelona anomenat Joan Buxó, qui lluitaria com a capità a la guerra de Flandes. Aquesta compra fou una pura inversió, sense intenció de traslladar-se a viure a la casa. Així, durant molts anys, l'immoble va estar cuidat per masovers, mentre la família propietària residia prop de la Plaça Reial barcelonina. Els descendents d'en Joan Buxó, que més tard ja residirien a la casa, van conformar un llinatge amb un paper destacat en la història local. Ripollet va tenir durant el segle xix diversos batlles de la família Buxó.